# Oracle Belline
L'Oracle Belline è un mazzo di carte molto conosciuto e utilizzato in cartomanzia, specialmente in Francia, Québec, Belgio, Svizzera e negli altri paesi di lingua francese.

## Storia dell'oracolo
Disegnato attorno al 1865 da Edmond Billaudot, il mazzo prende invece il suo nome dal celebre veggente francese Belline, che fu all'apice della notorietà negli anni '50 del '900.
Secondo quanto riporta lo stesso Belline nel libretto che accompagna il gioco, un giorno egli fu chiamato da una sua amica, in procinto di trasferirsi, affinché le desse una mano a svuotare la soffitta: fu in quella occasione fortuita che egli ritrovò il mazzo di carte, accompagnato dal diario del suo creatore, il "mago Edmond", veggente del XIX secolo che attraverso quel gioco predisse tra l'altro l'esilio di Victor Hugo e il successo letterario di Alexandre Dumas.
Il mazzo fu poi pubblicato negli anni '60 dalla casa editrice francese di carte da gioco Grimaud, che dato il suo successo lo ha ancora oggi in catalogo.

## Struttura del mazzo
Il mazzo è composto da 52 carte, suddivise in 7 gruppi di 7, ciascuno appartenente a uno dei 7 pianeti fondamentali, più 3 carte senza associazione planetaria (la chiave, la stella dell'uomo e la stella della donna). A queste si aggiunge un'ulteriore carta, completamente blu, la quale, oltre ad avere valore di talismano e a portare positività in qualsiasi parte della stessa essa si mostri, può anche servire, in caso di necessità, da carta sostitutiva.
Per la precisione dei suoi simboli e per le numerosissime possibilità di associazione fra le carte, l'Oracle Belline è da molti considerato come uno degli strumenti cartomantici più immediati e dettagliati, e il suo essere ancora così utilizzato e apprezzato dopo diversi decenni dalla sua prima pubblicazione ne hanno fatto un classico moderno dei mazzi per cartomanzia.

## Altre versioni
Lo stesso Belline ha in seguito pubblicato, sempre presso Grimaud, un nuovo mazzo di carte sotto il titolo di Horoscope Belline: si tratta, più che di una vera e propria versione dell'Oracle Belline, di un gioco derivato da esso, del quale riprende alcuni elementi pur semplificandone altri, allo scopo di creare uno strumento ancora più immediato e di semplice consultazione, nonché dall'aspetto grafico più moderno.
È stata invece pubblicata nel 2005 una nuova versione dell'Oracle Belline, il Tarot d'Eltynne, che ne riprende in tutto e per tutto struttura e simbologia, aggiornando però l'aspetto grafico dell'originale, da alcuni considerato il punto debole del gioco per i suoi tratti primitivi e molto duri, reinterpretandolo in chiave moderna. Il Tarot d'Eltynne e pienamente compatibile con le regole dell'Oracle Belline ma il manuale d'uso del nuovo gioco contiene anche le regole specifiche elaborate dall'autore.